# Клівленд (Північна Кароліна)
Клівленд (англ. Cleveland) — місто (англ. town) в США, в окрузі Ровен штату Північна Кароліна. Населення — 846 осіб (2020).

## Географія
Клівленд розташований за координатами 35°43′56″ пн. ш. 80°40′57″ зх. д. / 35.73222° пн. ш. 80.68250° зх. д. (35.732269, -80.682528).  За даними Бюро перепису населення США в 2010 році місто мало площу 4,01 км², уся площа — суходіл.

## Демографія
Згідно з переписом 2010 року, у місті мешкала 871 особа в 328 домогосподарствах у складі 236 родин. Густота населення становила 217 осіб/км².  Було 377 помешкань (94/км²).
Расовий склад населення:
| - 66,9 % — білих - 24,1 % — чорних або афроамериканців - 2,1 % — азіатів - 0,2 % — корінних американців - 3,1 % — осіб інших рас |

До двох чи більше рас належало 3,6 %. Частка іспаномовних становила 6,5 % від усіх жителів.
За віковим діапазоном населення розподілялося таким чином: 28,4 % — особи молодші 18 років, 59,9 % — особи у віці 18—64 років, 11,7 % — особи у віці 65 років та старші. Медіана віку мешканця становила 34,8 року. На 100 осіб жіночої статі у місті припадало 95,3 чоловіків;  на 100 жінок у віці від 18 років та старших — 90,2 чоловіків також старших 18 років.
Середній дохід на одне домашнє господарство  становив 58 124 долари США (медіана — 51 181), а середній дохід на одну сім'ю — 63 686 доларів (медіана — 57 833). За межею бідності перебувало 14,2 % осіб, у тому числі 16,2 % дітей у віці до 18 років та 23,8 % осіб у віці 65 років та старших.
Цивільне працевлаштоване населення становило 492 особи. Основні галузі зайнятості: освіта, охорона здоров'я та соціальна допомога — 22,2 %, роздрібна торгівля — 15,9 %, виробництво — 15,4 %.